# Grand Prix Francie 2002

Grand Prix Francie LXXXVIII Mobil 1 Grand Prix de France
- 21. červenec 2002
- Okruh Magny-Cours
- 72 kol x 4,251 km = 305,889 km
- 691. Grand Prix
- 61. vítězství Michaela Schumachera
- 153. vítězství pro Ferrari

## Výsledky

### Pořadí v cíli
| Pozice   | Jezdec                | Vůz             | Čas         |
| -------- | --------------------- | --------------- | ----------- |
| 1        | Michael Schumacher    | Ferrari F2002   | 1h32:09,837 |
| 2        | Kimi Räikkönen        | McLaren MP 4/17 | á 0:01:105  |
| 3        | David Coulthard       | McLaren MP 4/17 | á 0:31:976  |
| 4        | Juan Pablo Montoya    | Williams FW24   | á 0:40:676  |
| 5        | Ralf Schumacher       | Williams FW24   | á 0:41:773  |
| 6        | Jenson Button         | Renault R202    | á 1 kolo    |
| 7        | Nick Heidfeld         | Sauber C 21     | á 1 kolo    |
| 8        | Mark Webber           | Minardi PS02    | á 1 kolo    |
| 9        | Pedro de la Rosa      | Jaguar R3B      | á 2 kola    |
| 10       | Alex Yoong            | Minardi PS02    | á 4 kola    |
| 11       | Allan McNish          | Toyota TF02     | á 7 kol     |
| Kolo     | Odstoupili            | -               | -           |
| 53       | Eddie Irvine          | Jaguar R3B      | ?           |
| 50       | Jarno Trulli          | Renault R202    | Motor       |
| 49       | Mika Salo             | Toyota TF102    | Motor       |
| 49       | Felipe Massa          | Sauber C 21     | Mechanika   |
| 36       | Jacques Villeneuve    | BAR 004         | Motor       |
| 29       | Olivier Panis         | BAR 004         | Vibrace     |
| 24       | Takuma Sató           | Jordan EJ12     | Motor       |
| Zaváděcí | Rubens Barrichello    | Ferrari F2002   | Elektronika |
| -        | Nestartovali          | -               | -           |
| *        | Giancarlo Fisichella  | Jordan EJ12     | **          |
| *        | Enrique Bernoldi      | Arrows A23      | **          |
| *        | Heinz-Harald Frentzen | Arrows A23      | **          |

### Nejrychlejší kolo
- David Coulthard McLaren 1'15.045 – 203.926 km/h

### Vedení v závodě
- 1-23 kolo Juan Pablo Montoya
- 24-25 kolo Michael Schumacher
- 26 kolo Kimi Raikkonen
- 27-35 kolo Michael Schumacher
- 36-42 kolo Juan Pablo Montoya
- 43-49 kolo Kimi Raikkonen
- 50-54 kolo Juan Pablo Montoya
- 55-67 kolo Kimi Raikkonen
- 68-72 kolo Michael Schumacher

### Postavení na startu
- zeleně – neabsolvoval kvalifikaci a závod kvůli havárii ve volném tréninku

| 1. řada  | 1                  | 2                     |
|          | Juan Pablo Montoya | Michael Schumacher    |
|          | Williams           | Ferrari               |
|          | 1'11,985           | 1'12,008              |
| 2. řada  | 3                  | 4                     |
|          | Rubens Barrichello | Kimi Raikkonen        |
|          | Ferrari            | McLaren               |
|          | 1'12.197           | 1'12.244              |
| 3. řada  | 5                  | 6                     |
|          | Ralf Schumacher    | David Coulthard       |
|          | Williams           | McLaren               |
|          | 1'12.424           | 1'12.498              |
| 4. řada  | 7                  | 8                     |
|          | Jenson Button      | Jarno Trulli          |
|          | Renault            | Renault               |
|          | 1'12.761           | 1'13.030              |
| 5. řada  | 9                  | 10                    |
|          | Eddie Irvine       | Nick Heidfeld         |
|          | Jaguar             | Sauber                |
|          | 1'13.188           | 1'13.370              |
| 6. řada  | 11                 | 12                    |
|          | Olivier Panis      | Felipe Massa          |
|          | BAR                | Sauber                |
|          | 1'13.457           | 1'13.501              |
| 7. řada  | 13                 | 14                    |
|          | Jacques Villeneuve | Takuma Sato           |
|          | BAR                | Jordan                |
|          | 1'13.506           | 1'13.542              |
| 8. řada  | 15                 | 16                    |
|          | Pedro de la Rosa   | Mika Salo             |
|          | Jaguar             | Toyota                |
|          | 1'13.656           | 1'13.837              |
| 9. řada  | 17                 | 18                    |
|          | Allan McNish       | Mark Webber           |
|          | Toyota             | Minardi               |
|          | 1'13.949           | 1'14.800              |
| 10. řada | 19                 | 20                    |
|          | Alex Yoong         | Heinz-Harald Frentzen |
|          | Minardi            | Arrows                |
|          | 1'16.798           | 1'18.497              |
| 11. řada | 21                 | 22                    |
|          | Enrique Bernoldi   | Giancarlo Fisichella  |
|          | Arrows             | Jordan                |
|          | 1'19.843           | – -- ---              |
| -------- | ------------------ | --------------------- |

- červeně nepřekonal 107% času vítěze kvalifikace: 1'17"023

### Zajímavosti
- Motor BMW stál po 25 na pole positions